# Hogna simoni
Hogna simoni là một loài nhện trong họ Lycosidae.
Loài này thuộc chi Hogna. Hogna simoni được Carl Friedrich Roewer miêu tả năm 1959.